# Jonathan Cheever
Jonathan Cheever (ur. 17 kwietnia 1985 w Bostonie) – amerykański snowboardzista. W zawodach Pucharu Świata zadebiutował 11 marca 2006 roku w Lake Placid, zajmując 22. miejsce w halfpipe’ie. Tym samym już w swoim debiucie zdobył pierwsze pucharowe punkty. Na podium zawodów tego cyklu po raz pierwszy stanął 19 lutego 2009 roku w Stoneham, kończąc rywalizację w snowcrossie na drugiej pozycji. Rozdzielił tam Austriaka Markusa Schairera i swego rodaka, Setha Wescotta. Najlepsze wyniki osiągnął w sezonie 2010/2011, kiedy to zajął ósme miejsce w klasyfikacji generalnej, a w klasyfikacji snowcrossu był trzeci. W 2011 roku wystartował na mistrzostwach świata La Molinie, gdzie uplasował się na ósmej pozycji w snowcrossie. Na rozgrywanych dwa lata później mistrzostwach świata w Stoneham w tej samej konkurencji zajął 34. miejsce. Nie startował na igrzyskach olimpijskich.

## Osiągnięcia

### Mistrzostwa świata
| Miejsce | Dzień       | Rok  | Miejscowość | Konkurencja    | Zwycięzca   |
| ------- | ----------- | ---- | ----------- | -------------- | ----------- |
| 8.      | 18 stycznia | 2011 | La Molina   | Snowcross      | Alex Pullin |
| 34.     | 26 stycznia | 2013 | Stoneham    | Snowboardcross | Alex Pullin |

### Puchar Świata

#### Miejsca w klasyfikacji generalnej
- sezon 2005/2006: 237.
- sezon 2006/2007: 262.
- sezon 2007/2008: 70.
- sezon 2008/2009: 16.
- sezon 2009/2010: 79.
- sezon 2010/2011: 8.
- sezon 2011/2012: 11.
- sezon 2012/2013: 24.
- sezon 2013/2014: 30.
- sezon 2014/2015: 22.
- sezon 2015/2016: 40.
- sezon 2016/2017: 19.
- sezon 2017/2018:

#### Miejsca na podium w zawodach
1. Stoneham – 19 lutego 2009 (snowcross) - 2. miejsce
2. Stoneham – 17 lutego 2011 (snowcross) - 2. miejsce
3. Valmalenco – 18 marca 2011 (snowcross)  - 2. miejsce
4. Stoneham – 21 lutego 2012 (snowcross) - 3. miejsce
5. Cerro Catedral – 9 września 2017 (snowcross) - 3. miejsce